# کوه کیان چهاربنیچه
منطقه کوه کیان چهاربنیچه در شهرستان دزپارت واقع شده است که یکی از مناطق گرمسیری تیره چهاربنیچه طایفه اورک است. روستاها عبارتند از:

## گرمت
یکی از روستاهای گرمسیری چهاربنیچه نشین کوه کیان است که ساکنان آن تماماً از تش کی کریمی و اولاد مقصود می باشند که نام خانوادگی بیشتر آنها :کیانی گرمتی،کیانی دسفاردی،کیانیان می باشد. 
گرمت از یک سو به دریاچه کارون ۳ و از سوی دیگر به روستاهای کل خواجه ،دره جهود ،مرغاب و ده مورد راه دارد که فاصله گرمت تا کل خواجه حدود ۵۰۰ متر است .
مرقد امامزاده زین العابدین در قبرستان این روستا واقع شده است و چشمه آب تلخ گرمت نیز در کناره آن پیر واقع است.

روستای گرمت تاریخ چند هزار ساله دارد که از سنگ قبر های گورستان آن هویدا است؛برخی وجه تسمی آن را به دودمان قرمطیان یا گرمتیان منسوب میکنند.
اهالی آن مهاجرت کرده و ساکنان فعلی گرمت حدود ۱۰ خانوار هستند که بیشتر آنها به ایذه، دهدز ، اردل، شاهین شهر ،گناوه و تهران کوچ کرده اند

## دره جهود
دره جهود یکی از روستاهای گرمسیری چهاربنیچه نشین کوه کیان است. 
که ساکنان آن اغلب از تش کی فرامرزی هستند و نام خانوادگی بیشتر آنها : کیانی ، کیانی جهودی و کهیانی است.
روستای دره جهود از طرفی با روستاهای کوه کیان و از طرف دیگر با روستای کهرلا تیره خدابخشی و از طرفی با دره غریب روستای زندی ها یه تیره زندی هم مرز است .
اهالی آن مهاجرت کرده و ساکنان فعلی دره جهود کمتر از ۵ خانوار اند که از ده قدیم بالاتر آمده و در نزدیکی جاده خانه سازی کرده اند.

## کل خواجه
کل خواجه یکی از روستاهای گرمسیری چهاربنیچه نشین کوه کیان و بزرگترین آنها است.
ساکنان آن اغلب از تش کی کلبعلی و از خوانین چهاربنیچه و بختیاری هستند نام خانوادگی بیشتر آنها: کیانی، کیانی کری، کیانپور،آذرنیا،کهانی،کهیانی،اتش پرور،اتش افزون و... است. 
کلخواجه از طرفی به گرمت از طرفی به مرغاب و از طرفی به کوکیا و اراضی کشاورزی تیره قلعه سردی راه دارد.
کوشک آعلیار و چهار فرزند که به ثبت میراث فرهنگی هم رسیده است از جاذبه های گردشگری آن روستا است که مرقد آعلیار کیان پور چهاربنیچه یکی از بزرگترین کلانتران ایل بختیاری و چهار فرزندش است .
همچنین چشمه تلخ آب کلخواجه در جهت شمال شرقی این روستا واقع شده است.
طبق گفته اهالی گنجی به عظمت گنج قارون در این روستا واقع است و همچنین حلوی های بزرگی از روغن حیوانی که زنان موعد کوچ به زیر زمین می‌کردند و به موقع بازگشت در پاییز مکان آن را فراموش می کردند.

## ده مورد
ده مورد یکی از روستاهای گرمسیری چهاربنیچه نشین کوه کیان چهاربنیچه است.
که ساکنان آن اغلب از تش میرتاج‌الدین هستند. و نام خانوادگی بیشتر آنها: میرعلائی ،میر مرغابی، میر هاشمی و ... است.
منظره آن روستا دریاچه کارون ۳ و همچنین رشته کوه های منگشت است و از طرفی با گرمت و مرغاب مرز دارد.
این روستا خالی از سکنه شده و فقط در فصول سرد یک یا دو خانوار در آن سکونت می کنند.

## مرغاب
مرغاب یکی از روستاهای گرمسیری چهاربنیچه نشین کوه کیان است.
ساکنان آن هم از تش کی کریمی اولاد عبده و حضرات کل اوی و هم از تش میر هستند که نام خانوادگی بیشتر آنها: کیانی ،میرمرغابی، پورکیان است.
مرغاب از یک طرف به دریاچه کارون ۳ از طرفی به گرمت ، ده مورد و احمد آباد راه دارد.
ساکنان آن مهاجرت کرده و جمعیت آن حدود ۲ خانوار است .

## احمد آباد
احمد آباد یکی از روستاهای گرمسیری چهاربنیچه نشین کوه کیان چهاربنیچه است.
کلا چند خانه بیشتر در این روستا نیست که اهالی آن بیشتر از تش کی کریمی و اولاد عبده می باشند که عشایر آمد و فقط در بهار چند ماهی به احمد آباد می روند که نام خانوادگی آنها بیشتر پورکیان است.
احمد آباد از سوی به دریاچه کارون ۳ و از سوی به مرغاب و از سوی دیگر با مناطق و نواحی طایفه شالو مرز دارد.

## قطعه
روستای قطعه با فاصله بیشتر از سایر روستاهای گرمسیری چهاربنیچه نشین کوه کیان قرار دارد و در واقع جزو کوه کیان نیست اما برخی آن را محسوب می کنند.
که ساکنان آن اهل یک خانواده اند که از خوانین اسبق چهاربنیچه و طایفه اورک بودند که نام خانوادگی آنها کیانی دسفاردی و کیانی کری است.

## درب
درب ناحیه ای است در کف دریاچه کارون ۳ که پس از آب گیری به زیر انبوهی از آب رفت . 
شخصاتی که اهالی میدهند درب در واقع یک دشت کاملا هموار و بدون شیبی بود که پر را از درختان گینه و جاز بوده و البته دربی هم در روستای غریبی ها وجود دارد که احتمال می رود گستردگی درب به حدی بود که همه آن از منطقه چهاربنیچه ها تا منطقه غریبی ها یکدست بوده است.